# Agosto (manzana)
Agosto es el nombre de una variedad cultivar de manzano (Malus domestica). Esta manzana es originaria de Galicia, y está cultivada en la colección de árboles frutales y banco de germoplasma de Mabegondo con el N.º 116; ejemplares procedentes de esquejes localizados en San Cosme de Nogueirosa, parroquia del municipio de Puentedeume (La Coruña).

## Sinónimos
- «Manzana Agosto».[4][5]
- «Maceira Agosto».

## Características
El manzano de la variedad ‘Agosto’ tiene un vigor vigoroso. Tamaño grande y porte erguido.
Época de inicio de brotación a partir del 10 de abril, y de floración a partir del 30 de abril.
Las hojas tienen una longitud del limbo de tamaño corto, con la máxima anchura del limbo es estrecha. Longitud de las estípulas es media y la máxima anchura de las estípulas es estrecha. Denticulación del borde del limbo es serrado, con la forma del ápice del limbo acuminado y la forma de la base del limbo es obtuso. Con subestípulas presentes.
Sus flores tienen una longitud de los pétalos media, anchura de los pétalos es media, disposición de los pétalos en contacto entre sí, con una longitud del pedúnculo corta.
La variedad de manzana ‘Agosto’ tiene un fruto de tamaño grande, de forma plana-globosa, bicolor, con chapa a rayas, e intensidad fuerte. Epidermis de textura desigual, con pruina en su superficie y con presencia de cera débil. Sensibilidad al russeting (pardeamiento áspero superficial que presentan algunas variedades): muy leve. Con lenticelas de tamaño pequeño.
Los sépalos están dispuestos de forma completamente replegados, y libres en su base en su base; su fosa calicina es profunda y de una anchura media. Pedúnculo de grosor medio y de gran longitud, siendo la cavidad peduncular profunda y de gran anchura. Con pulpa de color blanca-crema, cuya firmeza es intermedia y su textura también intermedia; es jugosa, con sabor de acidez media, y aromática.
Época de maduración y recolección desde el 26 de septiembre. ‘Agosto’ es una manzana cuyo destino es la conservación de esta variedad en el banco de germoplasma de Mabegondo como reserva genética.

## Susceptibilidades
- Oídio: ataque débil.
- Moteado: no presenta.
- Raíces aéreas: no presenta.
- Momificado: ataque medio.
- Pulgón lanígero: ataque débil.
- Pulgón verde:ataque medio.
- Araña roja: no presenta.
- Chancro del manzano: no presenta.[3]